# سدراته
سدراته (به عربی: سدراتة) یک شهرداری در الجزایر است که در Sedrata District واقع شده‌است.